# Astichus pulchrilineatus
Astichus pulchrilineatus is een vliesvleugelig insect uit de familie Eulophidae. De wetenschappelijke naam is voor het eerst geldig gepubliceerd in 1927 door Gahan.